# Auguste de Prima Porta
 (janvier 2016).
Augustus Prima Porta est le nom donné à une statue en marbre peint de l'empereur Auguste, de 2,07 m de hauteur. Elle a été découverte le 20 avril 1863 dans la villa ad Gallinas de Livie, située à Prima Porta, près du Municipio XX (Cassia Flaminia) de Rome. Elle est actuellement exposée à Rome, au musée du Vatican.
Elle serait une copie faite en 14 ap. J.-C. d’un original en bronze réalisé en 20 av. J.-C.. La statue originale en bronze était certainement placée à l'intérieur du Mausolée d'Auguste[réf. nécessaire]. La statue, initialement peinte, s'est décolorée au fil des siècles, mais les traces de pigments qui subsistent ont permis une restitution partielle des couleurs.
Auguste est le petit-neveu de Jules César. Il devient empereur en 27 av. J.-C.. Cette statue le représente en Imperator, cuirassé tel un héros, un cupidon sur son côté droit assis sur un dauphin. Sur sa cuirasse est représentée la scène historique de la restitution d’une enseigne perdue par Crassus en 53 av. J.-C, à la bataille de Carrhes. Cette enseigne sera par la suite placée dans le temple de Mars vengeur sur le Forum d'Auguste.

## Description

### Aspect général

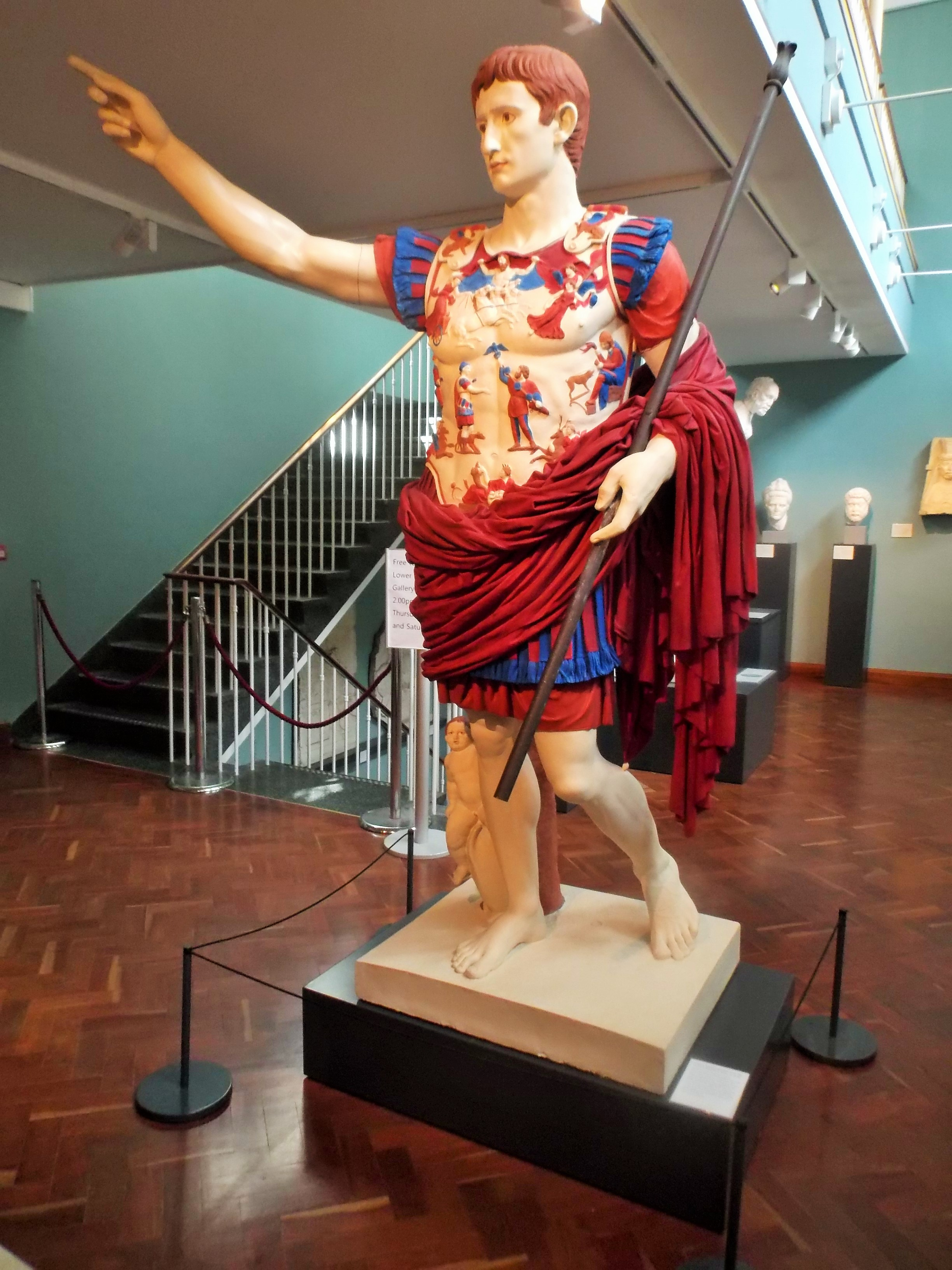
Réplique de la statue avec restitution des parties colorées connues. Ashmolean Museum, Oxford, Royaume-Uni.

Cette statue représente Auguste en imperator. Il porte une tunique courte, une cuirasse et le paludamentum (manteau pourpre). Il a la tête et les pieds nus.
Auguste est représenté dans la position très romaine du général faisant une adlocutio à ses troupes.
Il est représenté sous les traits d’un homme mûr de quarante-trois ans.
Il adopte ici le chiasme : il s’appuie sur sa jambe droite et a la jambe gauche en arrière (contrapposto : le poids du corps repose sur une seule jambe).
La représentation d’Auguste s’inspire, sans être une imitation, de l’attitude d'une sculpture grecque, Doryphore de Polyclète. Cela lui donne une position moins statique que s’il avait les deux pieds collés. À ses pieds se trouve un petit Éros chevauchant un dauphin.
En ce qui concerne le groupe de l'Éros et du dauphin, considérant que la statue est une copie d’un original en bronze, le sculpteur a dû rajouter un étai pour consolider la statue et que le marbre ne se brise pas sous son propre poids, un artifice fréquent. Autrement, Auguste se revendique successeur légitime de Jules César et affirme cette appartenance. Jules César et sa gens se revendiquent descendants d'Énée, héros troyen fils d'Anchise et de Vénus. On retrouverait alors pour cet étai une suggestion de la déesse: son fils éros ainsi qu'un dauphin rappelant sa naissance de l'écume.
Le sceptre qu’il tient dans la main gauche est une restauration moderne et doit avoir remplacé une lance ou peut être les enseignes. Le bras droit levé horizontalement est également moderne.
L’attitude est celle du discours autoritaire et calme. Cette statue représente l’imperator haranguant ses soldats après la victoire. C’est ainsi que devaient être représentés les hommes politiques et militaires romains depuis l'Arringatore étrusco-romain.

### Couleurs
Dans l'Antiquité, toutes les statues et monuments étaient peints, mais le temps les a abîmées. Quand la statue d'Auguste a été exhumée dans la villa de Prima Porta en 1863, certaines de ses couleurs étaient encore visibles à l'œil nu, mais leur exposition à l'air les a effacées depuis. Cependant, il en reste des traces à la surface du marbre. Un examen de la statue lors d'un nettoyage en 1999 a confirmé les couleurs remarquées dès 1863. En 2002, des chercheurs analysé la statue grâce à un procédé de photographie en ultraviolet, ce qui leur a permis d'étudier en détail les pigments colorés encore présents sur le marbre. 
Depuis, plusieurs tentatives de restitutions des couleurs ont été proposées. On sait que le manteau et la tunique d'Auguste étaient écarlates, que sa cuirasse comportait des détails marron et bleus, que sa chevelure était châtain et ses lèvres roses. Les nuances précises de ces couleurs (de possibles dégradés, par exemple) sont encore inconnues, tout comme les couleurs d'autres parties de la statue. Les Musées du Vatican, à Rome, exposent une réplique portant une restitution partielle des couleurs. Une autre hypothèse de reconstitution a été présentée par Emma Zahonero et Jesús Mendiola lors du festival Tarraco Viva 2014, au Portugal et est exposée à Braga depuis 2017.

### Le type Prima Porta
Ce type se définit par la position et le dessin des mèches frontales, mais aussi secondaires. Deux mèches recourbées vers la droite et une recourbée vers la gauche forment une pince très marquée.
Les autres mèches sont peignées à droite comme à gauche en direction des tempes et des favoris dont elles annoncent le mouvement.
Le modèle Prima Porta est largement répandu comme le modèle de Toulouse, celui de Munich et celui du Louvre.
Par rapport aux autres types, la coiffure colle davantage au crâne et le mouvement des mèches s’est simplifié ; par exemple, le type La Alcudia. Le visage est plus plein et plus large que les précédents et on le rapproche encore une fois du Doryphore de Polyclète.

### La cuirasse

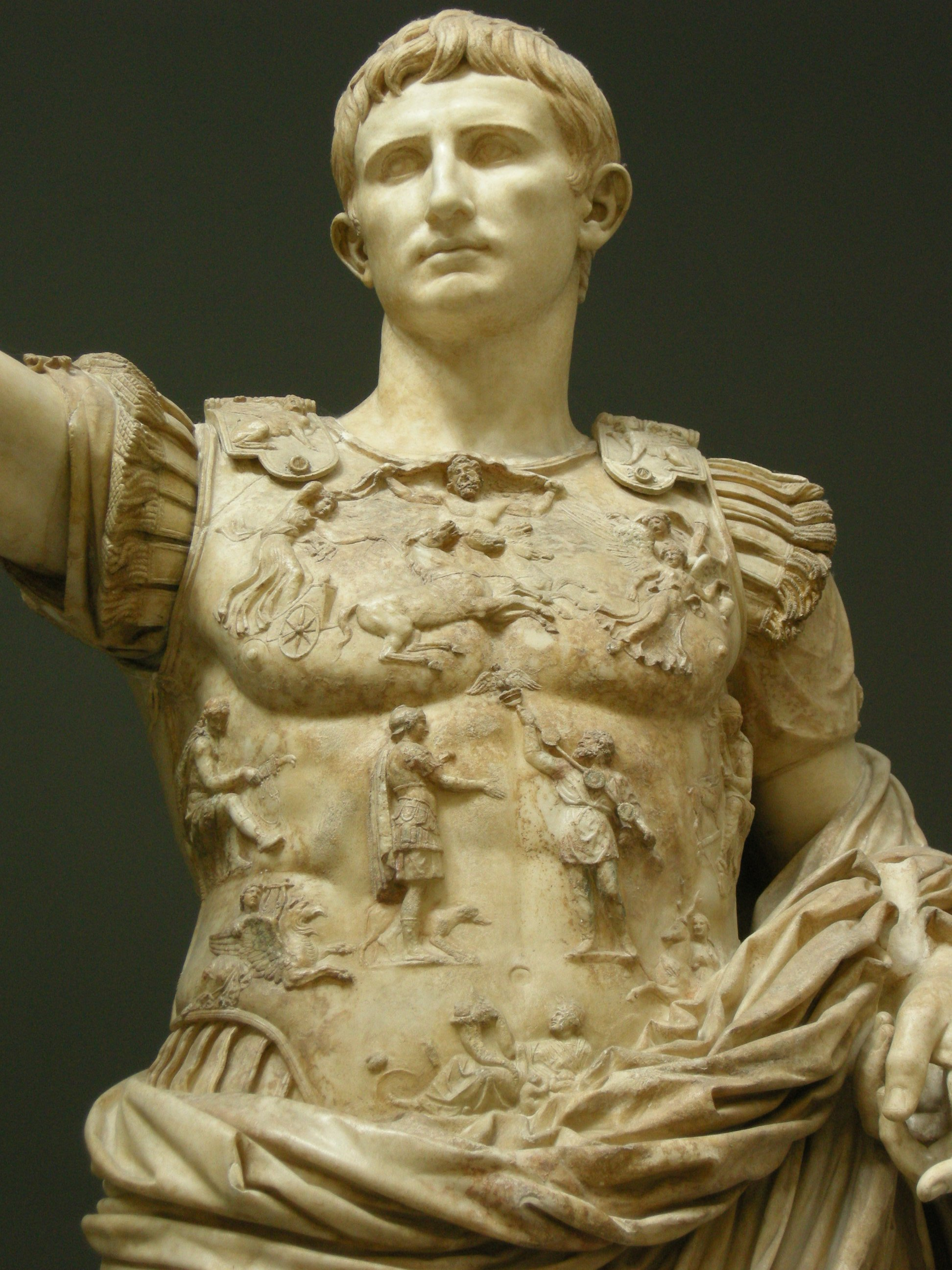
Détail de la cuirasse.

La composition de la cuirasse est centrée sur une scène historique : la restitution en 20 av. J.-C. des enseignes perdues par Crassus lors de la Bataille de Carrhes en 53 av. J.-C. Ces enseignes seront par la suite exposées dans le temple de Mars Ultor (Mars Vengeur).
Au centre de la cuirasse, il y a le roi des Parthes, Phraatès IV. Il porte un pantalon à l’orientale et est revêtu de la Kandys persique. Il tient dans ses mains une des aigles que Crassus avait perdues.
Le personnage qui lui fait face est Tibère le beau-fils d’Auguste, qui avait été délégué pour recevoir les trophées autrefois enlevés à Crassus. Il est casqué et cuirassé et tient dans sa main une épée ou un bâton de commandement et tend le bras droit pour récupérer l’enseigne.
À ses pieds se trouve la Louve romaine.
Tout au-dessus, il y a Caelus sous un voile enflé par le vent qui évoque le ciel.
À gauche, il y a le dieu Sol dans son quadrige qui tient les rênes en brandissant son fouet.
À droite, il y a l'Aurore avec sa cruche de rosée juste devant la déesse de la lune Luna qui est voilée par la nuit qu’elle éclaire de son flambeau.
Dans l’axe vertical de Caelus, on trouve la déesse de la Terre Tellus couronnée d’épis. Elle est allongée sur le sol avec sa corne d’abondance. Deux enfants se blottissent contre elle.
À gauche de Tellus apparait Apollon chevauchant un griffon. On le reconnait grâce à la lyre qu’il tient dans ses mains.
Face à lui se trouve Diane chevauchant un cerf. Elle a un carquois dans le dos.
À gauche de Tibère, il y a une femme assise qui représente la Dalmatie ou bien les Celtibères, peuple d'Espagne vaincu par Agrippa en 21 av. J.-C. Elle tient un fourreau dans ses mains.
À droite de Phraatès IV se trouve une femme qui serre dans sa main un fourreau vide et une trompette gauloise à tête de monstre. À ses pieds se trouve un sanglier, ce qui confirme qu’il s’agit de la Gaule.
Ces deux femmes sont affaissées.
La personnification des provinces, fleuves ou continents est chose courante.
Les attaches de la cuirasse sont surmontées du sphinx.

## Signification

### L'Imperator, les marques de son pouvoir
Les Romains ont créé de nouveaux types de statues comme les statues revêtues de la toge. La statue cuirassée est aussi une création romaine.
Un des buts essentiels de la sculpture romaine du portrait est la représentation de l’effigie impériale qui assure la pérennité d’une fonction politique et atteste la présence de l’empereur là où il ne peut pas se trouver en personne.
La statue a une puissance égale à celle de l’empereur lui-même. Un des premiers actes d’un empereur parvenu au pouvoir est de faire dresser son portrait dans toutes les parties du monde pour qu’elles soient disposées dans les temples et forum.
La statue représente l’Imperator cuirassé  sous le manteau militaire appelé paludamentum. Sur la cuirasse, on retrouve le signe du sphinx, qui est l’emblème d'Alexandre le Grand. Le sphinx servait de cachet à Auguste avant qu’il ne prenne clairement l’effigie d’Alexandre le Grand.

### Double nature de l’empereur: terrestre et divine
Livie, sa femme, avait dû vouloir un portrait ressemblant à son époux glorieux : on explique comme cela la lourdeur du bas de la statue et les jambes un peu courtes. Cette lourdeur est accentuée par les plis extrêmement serrés de la chlamyde au-dessous de la ceinture et par la masse volumineuse du vêtement qui tombe du bras gauche.
La statue est bien celle d’un homme et non d’un dieu. Les plis sont ceux d’une étoffe réelle et chaude la paludamentum de l’imperator et non le vêtement d’un dieu de l'Olympe. Cette statue le glorifie sans le diviniser.
La nudité héroïque est une convention de l’art grec. L’Auguste de Prima Porta n’en retient que les pieds.
Les traits de la physionomie d’Auguste sont individuels mais l’immobile gravité de l’expression inspire une noblesse plus qu’humaine.
Au pied de la statue s’ajoute un amour monté sur un dauphin, qui est une allusion à l’ascendance de Vénus. En effet, César affirmait avoir pour ancêtre Iule (ou Ascagne), fils d’Énée et de Créuse, amené en Italie par son père après la chute de Troie. Par ce lignage, César revendiqua, lorsqu’il prononça l’éloge funèbre de sa tante Julia, une ascendance remontant à Vénus. Il fera édifier un temple à Vénus Génitrix pour bien marquer cela.

### Portée terrestre et cosmique de l’événement
L’Auguste de Prima Porta est porteur d’une histoire faite avec l’appui des dieux qui entourent sur l’armure l’événement central qu’est la restitution d’une enseigne. Cette manifestation d’allégeance au pouvoir romain est considérable car elle lave la honte d’un désastre qui s’est produit 30 ans auparavant. La reddition des aigles sacrées de l’armée romaine confirme l’universalité de la paix augustéenne. Raison pour laquelle on retrouve les personnifications des deux nations vaincues qui encadrent la scène avec la Dalmatie ou l’Espagne et la Gaule.
Plusieurs dieux sont présents et entourent la scène comme s’ils assistaient au triomphe de la puissance d’Auguste qui obtient des victoires par son seul prestige. On les retrouve par paire : 
- Caelus le ciel avec Tellus la Terre ;
- le soleil et la lune.

Ces dernières sont des divinités célestes. Elles figurent la marche du monde : 
- Apollon et Diane.

Apollon est le dieu protecteur d’Auguste et le fait qu’il soit présent renforce l’approbation des dieux dans ses actions.
Cette statue véhicule l'idée que l'empire est gage de paix, et qu'il n’y a pas de pax romana sans pax deorum, c'est-à-dire pas de paix sans l’accord et l’appui des dieux. Il n’y a pas de paix sans la pietas de l’homme qui a mis fin aux guerres civiles en raison de son charisme exceptionnel qui rejaillit partout sur le monde.

## Conclusion
Cette statue de marbre représentant Auguste en imperator cuirassé est une œuvre de propagande. Le sujet qui figure sur la cuirasse est un sujet extrêmement populaire qui fait ressortir toute la puissance diplomatique d’Auguste capable, en l'occurrence, de laver une honte des Romains en récupérant les aigles perdues. Auguste est soutenu par les dieux, il est donc à la place qu’il mérite : la plus haute.
Au travers de la représentation d’une victoire diplomatique spécifique, la cuirasse développe une rhétorique de plus grande ampleur : l’événement de la restitution des enseignes s’inscrit dans un discours de retour à l’Âge d’or. La gestion pacifique d’un problème majeur par Auguste porte en elle une symbolique développée sur la cuirasse : quel que soit le type de victoires, militaire ou diplomatique, le charisme d’Auguste suffit à lui seul à en assurer le succès. Autour de la figure de l’empereur, les deux personnifications de pays vaincus, rappellent le pouvoir militaire romain, et par conséquent la toute-puissance d’Auguste. Mais la mise en avant d’une victoire différente d’une victoire militaire indique qu’Auguste est encore au-dessus d’un simple conquérant guerrier. Sa seule existence garantit la Paix. Les résultats obtenus le sont de par son origine divine, l’ordre divin a prévu qu’il en serait ainsi. Chaque image est porteuse d’un poids idéologique très fort. La référence au bouclier de Vulcain dans sa composition  marque l’achèvement du plan divin prévu pour son ancêtre, faisant d’Auguste le nouvel Enée, l'instrument terrestre d'Apollon pour le retour de l'Âge d'or dans l'univers.
Le style Prima Porta sera souvent repris.